# Shawn Daivari
Dara Daivari (* 30. duben 1984, Minneapolis) je americký profesionální wrestler a wrestlingový manažer íránského původu. Je známější pod svým ringovým jménem Daivari.

## Biografické informace
- Narozen: 30. dubna 1984, Teherán, Írán
- Ring names: Daivari, Shawn Daivari, Khosrow Daivari
- Váha: 95 kg
- Výška: 175 cm
- Podle storyline pochází z: Minneapolis, Minnesota
- debut: 1999
- trénován: Eddie Sharkey, Adnan El Kassey, Tom Prichard
- člen brandu: RAW

## Dosažené tituly
Shawn Daivari v dosavadní kariéře žádný titul nezískal.

## Osobní život
Jeho bratr, Arya Daivari, zápasí v jiné společnosti, NWA Wisconsin. Jeho bývalé ringové jméno, Khosrow Daivari, bylo užíváno na počest wrestlera The Iron Sheik, jehož pravé jméno je Khosrow Vaziri. Shawn Daivari pracoval pro všechny brandy WWE, RAW, Smackdown! i ECW a zároveň pracoval pro 3 největší wrestlingové společnosti v Severní Americe, WWE, TNA a ROH.